# Кантер Леонід Віленович
Леонід Віленович Кантер (27 липня 1981, Київ — 4 червня 2018, хутір Обирок, Чернігівська область, Україна) — український продюсер, кінорежисер, тележурналіст, мандрівник та письменник. Автор культових документальних стрічок про війну на сході України — «Війна за свій рахунок», «Добровольці Божої чоти» та «Міф». Засновник артпоселення «Хутір Обирок» на Чернігівщині.

## Життєпис
Виріс у Києві. Закінчив Київський природничо-науковий ліцей № 145. У 1998 р. Леонід Кантер поступив у Київський національний університет театру, кіно та телебачення ім. І. Карпенка-Карого і вже на першому курсі працював журналістом та ведучим у Національній телекомпанії України.
1999 року — ведучий програми «Прийдешні знаменитості».
2002 — отримав першу вищу освіту в Національному університеті театру, кіно і телебачення ім. Івана Карпенка-Карого (спеціальність «актор театру та кіно, ведучий телепрограм»). 2005 — друга вища освіта в КНУТКіТ (спеціальність «Режисер телебачення»).
2003 — заснував кіностудію «Лізард філмс», що зняла близько 50 короткометражних, кілька повнометражних та документальних стрічок. У ролях Леонід Куравльов, Лідія Федосєєва-Шукшина, Володимир Жириновський, Вітас, Дмитро Дюжев, Олександр Смирницький та інші.
2004—2007 — викладач КНУТКіТ.
2005 ― в колективі студентів допомагав розчищати гірську стежку в напрямку першого українського туристичного притулку «Плісце».
2007 — оселився на хуторі Обирок у Чернігівській області, в якому створив мистецький центр — творче поселення, де збирав друзів з усього світу, організовував фестивалі, мистецькі заходи, творчі школи та народні свята. Серед найвідоміших — фестиваль «ХЛІБ своїми руками», гостями якого були, зокрема, кінорежисер Михайло Іллєнко, міністри Ігор Швайка, Володимир Омелян та перший афро-етнічний фестиваль «Мама Африка».
З початком 2010-х років просував ідею створення заповідника в околицях села Обірки, але не завершив цей проєкт.
У березні 2014 самостійно здійснив рейд по містах Криму, які готували під російську окупацію. Відвідав Сімферополь, Бахчисарай, Феодосію, Керч і Севастополь. Про ситуацію в останньому розповів на Громадському телебаченні на живо 19 березня 2014:
| ...Ну, наприклад, у Севастополі - там дійсно значна кількість людей налаштована не просто проросійськи, вона налаштована радикально по-нацистськи. Це те, що їм казали - на західній Україні їм там за російську мову голови будуть бити, то от зараз це реально вже існує в Севастополі. За українську мову там затримують, там привозять в РОВД, там запрошують СБУ - тобто СБ Крима, те, що зараз там перефрабоване СБУ. І людину реально до ранку тримають, промивають конкретно. Залежно від того, чи чинить він якийсь опір, то його ще будуть бити. Те, що там відбувається - це дійсно російський нацизм... |
4 червня 2018 року знайдений мертвим на хуторі Обирок.. Мирослав Гай, друг Леоніда, свідчить, що той вчинив самогубство. Прес-служба поліції повідомляє, що поряд з тілом правоохоронці виявили зброю та записку, яка також свідчить про суїцид.

## Творчі проєкти
- 2003 — автор екстремальної народної розваги «СТАЛКЕР» — квест у реальному часі.
- 2004 — гра «З табуретом до океану» — чотири табурети з кухні віднести на береги чотирьох океанів.[10]
- 2005 — Атлантичний океан. Країни: Польща, Чехія, Німеччина, Франція. Тривалість експедиції 45 днів. Пам'ятник табурету та український прапор встановлено у м. Ла-Рошель (Франція).
- 2006 — Індійський океан. Росія, Монголія (пустеля Гобі), Китай (Тибет), Непал, Індія, Шрі-Ланка. Тривалість експедиції: 90 днів. Пам'ятник табурету та український прапор встановлено в с. Кірінду, о. Шрі-Ланка.
- 2007 — Північний льодовитий океан. Країни: Білорусь, Литва, Латвія, Естонія, Росія, Фінляндія, Норвегія, о. Шпіцберген. Тривалість експедиції: 90 днів. Пам'ятник табурету та український прапор встановлено в м. Лонгійербюен, на о. Шпіцберген.
- 2010 — Тихий океан. Експедиція через обидві Північну та Південну Америки. До проєкту, крім українців приєднуються команди з Росії, Білорусі та збірна Європи (Литва, Франція, Фінляндія). Тривалість: 365 днів. Пам'ятник табурету та український прапор встановлено на мисі Горн (Вогняна Земля, Чилі)
- 2012 — засновник та режисер Політичного вуличного театру в Україні.[11]
- 2014 — видає книжку «З табуретом до океану». У співавторстві з Павлом Солодьком («Фоліо»).[12]
- 2014 — заснував ГО «Зелене Плем'я», метою якої є об'єднання задля дослідження власної та світової культури, створення документальних фільмів та поширення ідеї розвитку креативних просторів в закинутих українських селах. Організація продовжує свою діяльність.

## Фільмографія
Продюсер десятків короткометражних фільмів, музичних кліпів, соціальних та рекламних роликів.

### Телебачення / короткометражні фільми
- 2001 — «Людина без капелюха», режисер
- 2002 — «Йолка» (в ролях: Л. Куравльов), режисер
- 2003 — «Поняття» (в ролях: В. Жириновський), режисер
- 2003 — «Гнів», режисер
- 2006 — кінотрилогія «Із табуретом через Гімалаї», автор/продюсер:

1. «Царственний Кінь», режисер Сергій Лисенко
2. «Тибет Нелегал», режисер Ярослав Попов[13]
3. «The stool», режисер Ярослав Андрущенко

- 2014 — короткометражний документальний фільм «Війна за свій рахунок», (співрежисер — Іван Ясній).

### Повнометражні документальні фільми
- 2015 — повнометражний документальний фільм «Добровольці Божої чоти» (співрежисер — Іван Ясній).[14][15][16]
- 2018 — повнометражний документальний фільм «Міф» (співрежисер — Іван Ясній).
- 2018 — розпочав роботу над повнометражним документально-пригодницьким фільмом Людина з Табуретом в ролі продюсера (реж. Ярослав Попов). Фільм завершили його друзі-колеги. Продюсером стала Катерина Мізіна.

## Родина
Був одружений з Діаною Карпенко, виховував трьох дітей: Маґдалену, Патаґонію, Дар'яна. З кінця 2008 проживав разом із родиною на артхуторі Обирок у Бахмацькому районі. Розлучений.
Мати Леоніда Кантера проживає в Ізраїлі.
Батько Леоніда Кантера, Вілен Львович Кантер, був вчителем фізики в київській 145 школі.